# Baoding
För andra betydelser, se Baoding (olika betydelser).
Baoding tidigare romaniserat som Paoting, är en stad på prefekturnivå i den kinesiska provinsen Hebei, och är belägen på den nordkinesiska slätten ungefär 150 kilometer sydväst om Peking.

## Näringsliv
Staden är ett handels- och utbildningscentrum och har en allsidig industri med bland annat bomullsväverier och konstgödselfabriker samt ett värmekraftverk och filmstudior.

## Historia
Baoding är en gammal prefektur och kulturcentrum. Den var omgiven av en stor stadsmur, på vilken sex ryttare bekvämt kunde rida bredvid varandra. Staden bildade en fyrkant och hade vinkelrätt skärande gator. Även om Baoding var den gamla Zhili-provinsens huvudstad, bodde vicekungen sedan 1870 i Tianjin.
1958 tog Shijiazhuang över rollen som Hebei-provinsens huvudstad.

## Administrativ indelning
Baoding är indelat i tre stadsdistrikt, som omfattar själva stadskärnan, 18 härad och fyra städer på häradsnivå:
| Karta                | Karta      | Karta     | Karta          | Karta             | Karta     | Karta                    |
| -------------------- | ---------- | --------- | -------------- | ----------------- | --------- | ------------------------ |
|                      |            |           |                |                   |           |                          |
| Nr                   | Namn       | Kinesiska | Pinyin         | Befolkning (2004) | Yta (km²) | Befolkningstäthet (/km²) |
| Distrikt             |            |           |                |                   |           |                          |
| 1                    | Xinshi     | 新市区    | Xīnshì qū      | 440 000           | 75        | 5 867                    |
| 2                    | Beishi     | 北市区    | Běishì qū      | 290 000           | 19        | 15 263                   |
| 3                    | Nanshi     | 南市区    | Nánshì qū      | 270 000           | 43        | 6 279                    |
| Städer på häradsnivå |            |           |                |                   |           |                          |
| 4                    | Dingzhou   | 定州市    | Dìngzhōu shì   | 1 140 000         | 1 274     | 895                      |
| 5                    | Zhuozhou   | 涿州市    | Zhuōzhōu shì   | 590 000           | 742       | 795                      |
| 6                    | Anguo      | 安国市    | Ānguó shì      | 400 000           | 486       | 823                      |
| 7                    | Gaobeidian | 高碑店市  | Gāobēidiàn shì | 570 000           | 672       | 848                      |
| Härad                |            |           |                |                   |           |                          |
| 8                    | Mancheng   | 满城县    | Mǎnchéng xiàn  | 390 000           | 734       | 531                      |
| 9                    | Qingyuan   | 清苑县    | Qīngyuàn xiàn  | 620 000           | 953       | 651                      |
| 10                   | Yi         | 易县      | Yì xiàn        | 550 000           | 2 538     | 217                      |
| 11                   | Xushui     | 徐水县    | Xúshuǐ xiàn    | 560 000           | 736       | 761                      |
| 12                   | Laiyuan    | 涞源县    | Láiyuán xiàn   | 260 000           | 2 430     | 107                      |
| 13                   | Dingxing   | 定兴县    | Dìngxīng xiàn  | 560 000           | 714       | 784                      |
| 14                   | Shunping   | 顺平县    | Shùnpíng xiàn  | 300 000           | 714       | 420                      |
| 15                   | Tang       | 唐县      | Táng xiàn      | 540 000           | 1 417     | 381                      |
| 16                   | Wangdu     | 望都县    | Wàngdū xiàn    | 260 000           | 357       | 728                      |
| 17                   | Laishui    | 涞水县    | Láishuǐ xiàn   | 340 000           | 1 666     | 204                      |
| 18                   | Gaoyang    | 高阳县    | Gāoyáng xiàn   | 310 000           | 497       | 624                      |
| 19                   | Anxin      | 安新县    | Ānxīn xiàn     | 410 000           | 724       | 566                      |
| 20                   | Xiong      | 雄县      | Xióng xiàn     | 340 000           | 513       | 663                      |
| 21                   | Rongcheng  | 容城县    | Róngchéng xiàn | 250 000           | 311       | 804                      |
| 22                   | Quyang     | 曲阳县    | Qūyáng xiàn    | 550 000           | 1 064     | 517                      |
| 23                   | Fuping     | 阜平县    | Fùpíng xiàn    | 210 000           | 2 497     | 84                       |
| 24                   | Boye       | 博野县    | Bóyě xiàn      | 250 000           | 331       | 755                      |
| 25                   | Li         | 蠡县      | Lǐ xiàn        | 490 000           | 652       | 752                      |

## Klimat
Genomsnittlig årsnederbörd är 649 millimeter. Den regnigaste månaden är juli, med i genomsnitt 215 mm nederbörd, och den torraste är januari, med 3 mm nederbörd.